# Begonia hirsuticarpa
Espèce
Begonia hirsuticarpa est une espèce de plantes de la famille des Begoniaceae. Ce bégonia grimpant, originaire de Sarawak, sur l'île de Borneo, en Asie tropicale, a été décrit en 2017.

## Description
C'est une plante vivace et monoïque. Ce bégonia grimpant, à port retombant, porte des fleurs blanches et présente un feuillages vert, allongé, faiblement asymétrique, porté par des tiges vertes et poilues, de même que les fruits.  

## Répartition géographique
Cette espèce est originaire du pays suivant : Malaisie, état du Sarawak situé en Malaisie orientale. Il est endémique de Batang Ai.

## Classification
Begonia hirsuticarpa fait partie de la section Petermannia du genre Begonia, famille des Begoniaceae.
L'espèce a été décrite en 2017 par les botanistes Che Wei Lin et Ching I Peng. L'épithète spécifique hirsuticarpa est une référence aux fruits hirsutes, c'est-à-dire couverts de poils hérissés.
Publication originale : (en) Lin et al.: Eleven new species of Begonia from Sarawak, Taiwania Vol. 62, No. 3, September 2017. DOI: 10.6165/tai.2017.62.219.